# Епидемиологија
Епидемиологија је научна дисциплина која проучава учесталост и распрострањеност, као и ширење болести у одређеној популацији. Епидемиологија се заснива на сазнањима медицине, социологије, психологије и демографије. На основу познавања законитости јављања и ширења болести, епидемиолози предузимају одређене практичне мере за њихово спречавање и сузбијање.
Циљ епидемиологије је да идентификује факторе који су повезани са појавом болести, невезано за то да ли су они директни узрочници неке болести или само повећавају ризик од настанка исте. Резултати се користе у превенцији, постављању дијагнозе болести, процени прогнозе и успостављању терапије.
Епидемиолошка истраживања проучавају каузалност два догађаја, тј. узрок и последицу. При одређивању ових каузалних веза претпостављени узрок не мора увек да има за исход обољење.